# 동화 읽어주는 TV
《동화 읽어주는 TV》는 문화방송과 필름코리아가 만든 동화 애니메이션이다. 2006년 1월 19일부터 2006년 4월 13일까지 문화방송에서 방영되었으며 15분 분량의 에피소드 2편을 하나의 에피소드 형식으로 방영했다.
국내외 고전 명작 동화를 현대판으로 재구성하여 고전 명작 동화를 현대 아이들의 눈높이에 맞춰 재해석하였다. 또한 국내 및 세계 명작 동화 캐릭터의 친근감을 줄 수 있는 동화 형식의 내용을 구성한 작품이다.

## 에피소드
- 1화: 《브레멘 음악대》
- 2화: 《늑대와 일곱 마리 양》
- 3화: 《소금 나르는 당나귀》
- 4화: 《돼지 삼형제와 늑대》
- 5화: 《빨간 모자》
- 6화: 《로즈가 만난 잠자는 숲 속의 공주》
- 7화: 《토끼와 거북이》
- 8화: 《개미와 베짱이》
- 9화: 《금도끼 은도끼》
- 10화: 《백설 공주》
- 11화: 《성냥팔이 소녀》
- 12화: 《양치기 소년》
- 13화: 《헨젤과 그레텔》
- 14화: 《미운 아기 오리》
- 15화: 《인어 공주》
- 16화: 《혹부리 할아버지》 (《혹부리 영감》)
- 17화: 《신데렐라》
- 18화: 《해님 달님》
- 19화: 《벌거벗은 임금님》
- 20화: 《장화 신은 고양이》
- 21화: 《피리 부는 사나이》
- 22화: 《피노키오》
- 23화: 《사자와 쥐》
- 24화: 《엄지 공주》
- 25화: 《백조 왕자》
- 26화: 《잭과 콩나무》

## 출연 성우
- 박영화
- 이상범
- 이명선
- 박선영

## 제작진
- 제작사: MBC, 필름코리아
- 구성: 임미영
- 연출: 전재혁
- 제작 협조: CJ미디어, 아줌마닷컴
- 각색: 임미영, 구희자, 심정선, 선자은, 한인순, 이혜진, 오은주
- 녹음: 사운드웍스
- 음악: 이애영

## 같이 보기
- 포포의 이야기 나라